# 하이퍼레저
하이퍼레저(Hyperledger) 또는 하이퍼레저 프로젝트(Hyperledger Project)는 리눅스 재단이 2015년 12월에 시작한 오픈 소스 블록체인 및 관련 도구의 포괄적 프로젝트이다. IBM, 인텔 및 SAP 아리바(SAP Ariba)는 블록체인 기반 분산원장의 공동 개발을 지원하는 데 기여했다. 2021년 10월 하이퍼레저 재단으로 명칭이 변경되었다.

## 회원사 및 관리 주체
이니셔티브의 초기 구성원에는 블록체인 ISV(Blockchain, ConsenSys, Digital Asset, R3, Onchain), 잘 알려진 기술 플랫폼 회사(시스코, 후지쯔, 히타치, IBM, 인텔, NEC, NTT 데이터, 레드햇, VM웨어)가 포함되었다. 금융 서비스 회사(ABN AMRO, 오스트레일리아 뉴질랜드 은행, 뉴욕멜론은행, CLS 그룹, CME 그룹, DTCC, J. P. 모건, 스테이트 스트리트 코퍼레이션, SWIFT, 웰스 파고, Sberbank), 비즈니스 소프트웨어 회사 SAP, 학술 기관(Cambridge Center for Alternative Finance, Blockchain at Columbia, UCLA Blockchain Lab), 시스템 통합업체 및 기타(Accenture, Calastone, Wipro, Credits, Guardtime, IntellectEU, Nxt Foundation, Symbiont, Smart Block Laboratory) 등이 있다.
하이퍼레저 프로젝트 관리 이사회는 로버트 플라트닉(Robert Palatnick, DTCC의 전무 이사 겸 최고 기술 설계자)이 의장을 맡은 10명의 구성원과 블록체인 및 다자간 시스템 아키텍처 부문 부책임자인 트레이시 커트(Tracy Kuhrt)가 의장을 맡은 15명의 기술 운영 위원회로 구성된다.